# پیری ژاپن

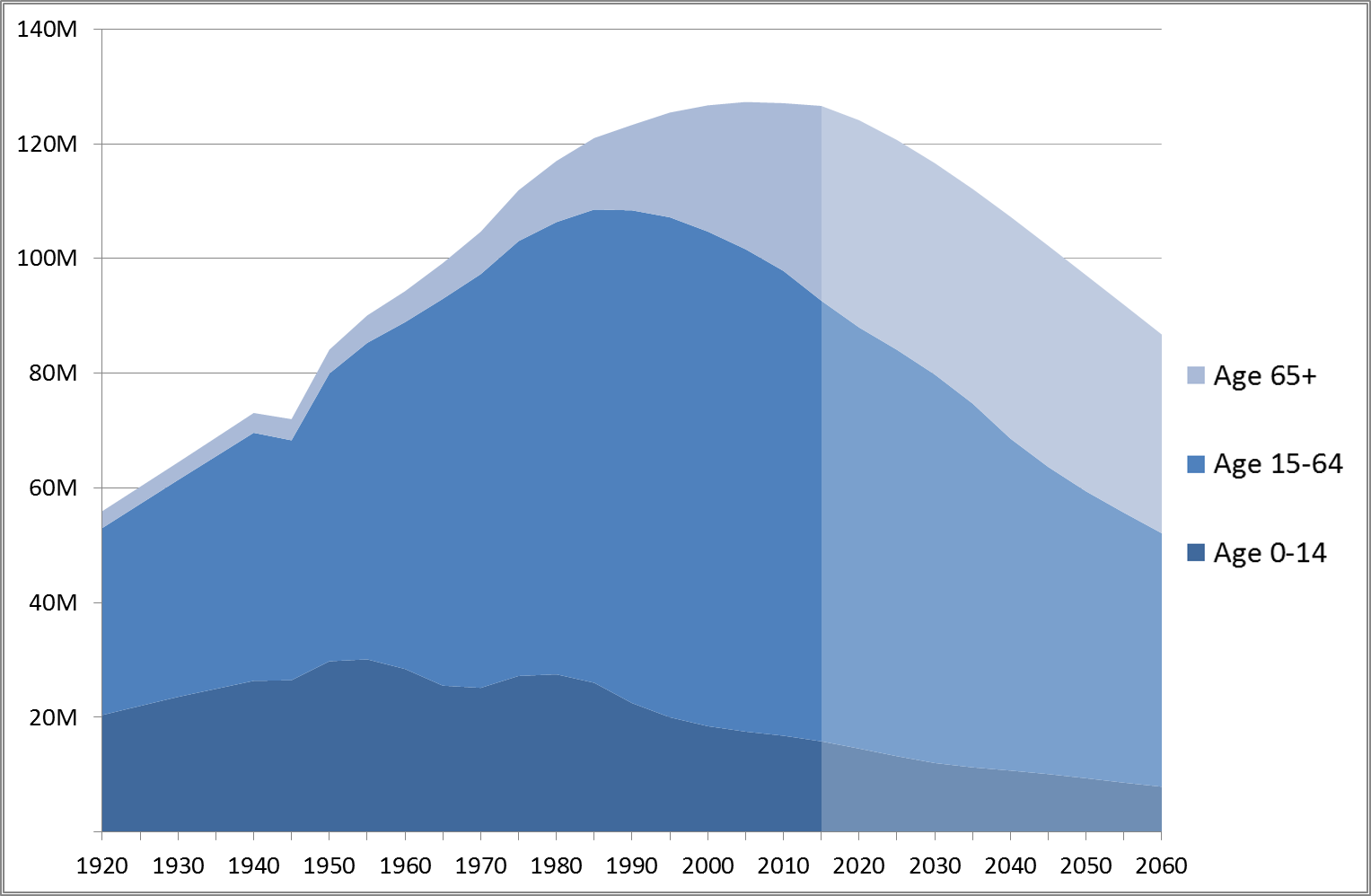
جمعیت ژاپن در سه دسته جمعیت‌شناختی (از ۱۹۲۰ تا ۲۰۱۰، با پیش‌بینی تا ۲۰۶۰)

ژاپن بالاترین نسبت شهروندان مسن را در بین کشورهای جهان دارد. این کشور در مناطق روستایی و شهری جامعه‌ای بسیار پیر را تجربه می‌کند. برآوردهای سال ۲۰۱۴ نشان داد که حدود ۳۸ درصد از جمعیت ژاپن بالای ۶۰ سال و ۲۵٫۹ درصد بالای ۶۵ سال سن داشتند که این رقم تا سال ۲۰۲۲ به ۲۹٫۱ درصد افزایش یافت. افراد ۶۵ سال به بالا در ژاپن یک چهارم کل جمعیت آن را تشکیل می‌دهند که تخمین زده می‌شود تا سال ۲۰۵۰ به یک سوم کل جمعیت برسد.
پیری جامعه ژاپن با میزان باروری کل زیر سطح جایگزینی و بالا بودن امید به زندگی انتظار می‌رود ادامه یابد. ژاپن بین سال‌های ۱۹۴۷ و ۱۹۴۹ یک دوره بمب بچه پس از جنگ و یک دروه باروری زیر سطح جایگزینی را تجربه کرده‌است. این روندها منجر به کاهش جمعیت ژاپن از سال ۲۰۱۱ شد. در سال ۲۰۱۴، جمعیت ژاپن ۱۲۷ میلیون نفر تخمین زده شد. پیش‌بینی می‌شود در صورت ادامه روند فعلی، این رقم تا سال ۲۰۴۰ به ۱۰۷ میلیون (۱۶٪) و در سال ۲۰۵۰ به ۹۷ میلیون (۲۴٪) کاهش یابد. یک تحلیل جهانی اخیر نشان داد که ژاپن یکی از ۲۳ کشوری است که می‌تواند تا سال ۲۱۰۰ شاهد کاهش کل جمعیت ۵۰ درصد یا بیشتر باشد. این روندها باعث شده‌است که برخی از محققان ادعا کنند که ژاپن در حال تبدیل شدن به یک جامعه «فوق سالخورده» در مناطق روستایی و شهری است.
شهروندان ژاپنی عمدتاً ژاپن را راحت و مدرن می‌دانند و در نتیجه حس خاصی نسبت به بحران جمعیت ندارند. دولت ژاپن با سیاست‌هایی که برای بازگرداندن میزان باروری کل در اقتصاد ژاپن و افزایش خدمات اجتماعی است به نگرانی‌ها پاسخ داده‌است و همچنین باعث شده‌است که سالمندان در جامعه فعال تر شوند.

## پویایی پیری

ژاپن گذار جمعیتی ۱۸۸۸–۲۰۱۹

تعداد مردمان ژاپنی ۶۵ سال یا بیشتر در یک دوره ۴۰ ساله تقریباً چهار برابر شد و در سال ۲۰۱۴ به ۳۳ میلیون نفر رسید که ۲۶٪ از جمعیت ژاپن را تشکیل می‌دهد. در همین دوره، تعداد کودکان ۱۴ ساله و کمتر از ۲۴٫۳ درصد جمعیت در سال ۱۹۷۵ به ۱۲٫۸ درصد در سال ۲۰۱۴ کاهش یافت. تعداد سالمندان از تعداد کودکان در سال ۱۹۹۷ و فروش پوشک بزرگسالان از پوشک نوزادان در سال ۲۰۱۴ پیشی گرفت. این تغییر در ساختار جمعیتی جامعه ژاپن، به نام سالخوردگی جمعیت (kōreikashakai, 高齢化社会) در مدت زمان کوتاه تری نسبت به هر کشور دیگری رخ داده است.
طبق پیش‌بینی‌های جمعیتی بر اساس نرخ باروری فعلی، افراد بالای ۶۵ سال تا سال ۲۰۶۰، ۴۰ درصد از جمعیت را تشکیل خواهند داد. و کل جمعیت از ۱۲۸ میلیون نفر در سال ۲۰۱۰ به ۸۷ میلیون تا سال ۲۰۶۰ یک سوم کاهش خواهد یافت. اقتصاددانان در دانشگاه توهوکو شمارش معکوس برای انقراض ملی ایجاد کردند که پیش‌بینی می‌کند ژاپن در سال ۴۲۰۵ تنها یک فرزند باقی خواهد ماند. این پیش‌بینی‌ها وعده نخست‌وزیر شینزو آبه برای متوقف کردن کاهش جمعیت و نگهداری جمعیت در حدود ۱۰۰ میلیون نفر را در پی داشت.
در ژاپن با وجود بیش از ۲۵ درصد از جمعیت بالای ۶۵ سال، پوشک بزرگسالان بیشتر از پوشک بچه فروخته می‌شود.

## علل

ژاپن نرخ زاد ولد و میزان مرگ‌ومیر از سال ۱۹۵۰. (کاهش در سال ۱۹۶۶ به دلیل hinoe uma' بودن آن بود. سالی که در بروج ژاپنی بد تلقی می‌شود)

پیری جمعیت ژاپن نتیجه یکی از کمترین نرخ باروری در جهان همراه با بالاترین امید به زندگی است.

### بالا بودن امید به زندگی
امید به زندگی ژاپن در سال ۲۰۱۶ ۸۵ سال بود. ۸۱٫۷ سال برای مردان و ۸۸٫۵ سال برای زنان. با کاهش جمعیت کلی ژاپن به دلیل نرخ پایین باروری، نسبت سالمندان افزایش می‌یابد.
امید به زندگی در بدو تولد از اواخر جنگ اقیانوس آرام به سرعت افزایش یافت، زمانی که میانگین آن برای زنان ۵۴ سال و برای مردان ۵۰ سال بود و درصد جمعیت ۶۵ سال و بالاتر از دهه ۱۹۵۰ به‌طور پیوسته افزایش یافته‌است. افزایش امید به زندگی تا دهه ۱۹۸۰ به نرخ مرگ و میر کمتر تبدیل شد، اما مرگ و میر دوباره به ۱۰٫۱ در هر ۱۰۰۰ نفر در سال ۲۰۱۳ افزایش یافت که بالاترین میزان از سال ۱۹۵۰ بود.
عواملی مانند بهبود تغذیه، فناوری‌های پیشرفته پزشکی و دارویی، و بهبود شرایط زندگی، همگی در طول عمر بیشتر از حد متوسط نقش داشته‌اند. علاوه بر این، صلح و رفاه به دنبال جنگ جهانی دوم همگام با معجزه اقتصادی ژاپن بعد از ژاپن بعد از اشغال بود، که همچنین به طول عمر جمعیت کمک کرد. نسبت هزینه‌های مراقبت‌های بهداشتی نیز به‌طور چشمگیری افزایش یافته‌است زیرا جمعیت مسن ژاپن زمان بیشتری را در بیمارستانها و مراجعه به پزشکان می‌گذرانند. در هر روز معین در سال ۲۰۱۱، ۲٫۹٪ از افراد ۷۵–۷۹ ساله در بیمارستان بودند و ۱۳٫۴٪ به پزشک مراجعه می‌کردند.

### نرخ باروری پایین

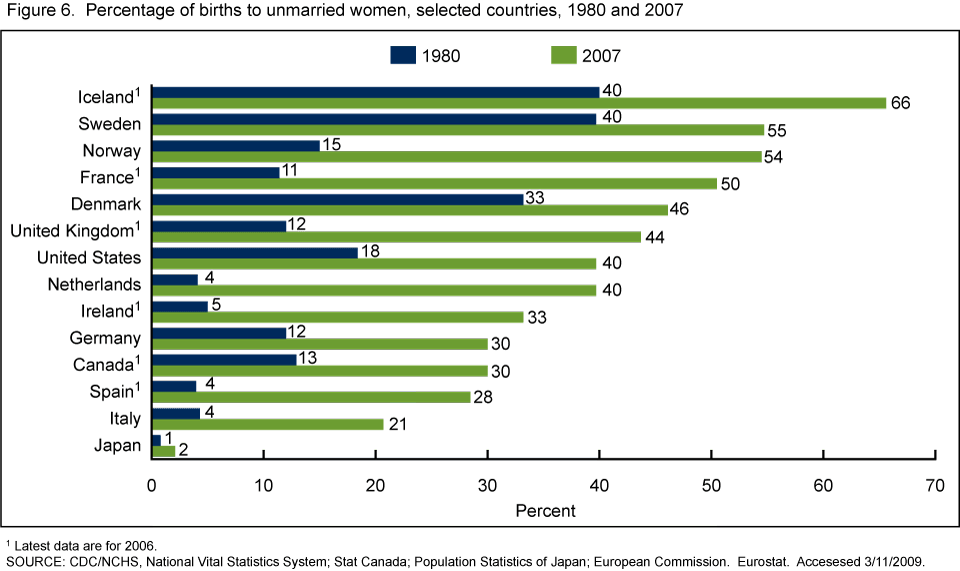
درصد تولد فرزند در زنان مجرد در کشورهای منتخب، ۱۹۸۰ و ۲۰۰۷. همان‌طور که در شکل مشاهده می‌شود، ژاپن به همان میزان از روند کشورهای غربی کودکان خارج از ازدواج پیروی نکرده‌است.

میزان کلی باروری ژاپن (تعداد کودکانی که در طول زندگی هر زن به دنیا آمده‌است) از ۱۹۷۴ زیر آستانه ۲٫۱ بوده و در سال ۲۰۰۵ به پایین‌ترین سطح ۱٫۲۶ رسیده. کارشناسان بر این باورند که نشانه‌های بهبودی جزئی نشان‌دهنده انقضای «باروری زیر سطح جایگزینی» است، زیرا نرخ‌های باروری به جای هرگونه تغییر مثبت، یک تغییر عمده در زمان و تعداد فرزندان را در بر می‌گیرد.
تا سال ۲۰۱۶، میزان کلی باروری ۱٫۴۱ فرزند به ازای هر زن بود.

### اقتصاد و فرهنگ
طیفی از عوامل اقتصادی و فرهنگی به کاهش زایمان در اواخر قرن بیستم کمک کردند: کم‌تر شدن ازدواج در ژاپن، آموزش عالی، شهرنشینی، افزایش در خانواده هسته‌ای (به جای نسبت به خانواده گسترده)، ضعف  تعادل کار و زندگی، افزایش مشارکت زنان در ژاپن در نیروی کار، کاهش دستمزدها و اشتغال مادام العمر، مسکن‌های کوچک و بالا بودن هزینه تربیت کودک.
بسیاری از جوانان به دلیل عدم اشتغال منظم با ناامنی اقتصادی روبرو هستند. حدود ۴۰٪ نیروی کار ژاپن غیر منظم است، از جمله کارگران نیمه‌وقت و کار موقت. بر اساس وزارت بهداشت، کار و رفاه کارمندان غیرعادی در مقایسه با کارمندان عادی در مقایسه با ماهانه حدود ۵۳ درصد کمتر درآمد دارند. مردان جوان این گروه کمتر به فکر ازدواج یا متأهل شدن هستند. بسیاری از جوانان ژاپنی نیز گزارش می‌دهند که خستگی ناشی از کار زیاد مانع از انگیزه آنها برای دنبال کردن روابط عاشقانه می‌شود.
اگرچه بیشتر زوج‌های متأهل دارای دو یا چند فرزند هستند، تعداد فزاینده ای از جوانان ازدواج و والد شدن را به تعویق می‌اندازند یا آن را به‌طور کامل رد می‌کنند. نقش‌های محافظه‌کارانه جنسیتی معمولاً به این معنی است که انتظار می‌رود زنان به جای کار در خانه با فرزندان بمانند. بین سال‌های ۱۹۸۰ و ۲۰۱۰، درصد جمعیتی که هرگز ازدواج نکرده‌اند از ۲۲ درصد به تقریباً ۳۰ درصد افزایش یافته‌است، حتی با ادامه پیری جمعیت،و تا سال ۲۰۳۵ از هر چهار مرد، یک نفر در طول سالهای اولیه والدین خود ازدواج نخواهد کرد.
جامعه‌شناس ژاپنی ماساهیرو یامادا اصطلاح انگل مجرد (به ژاپنی: パラサイトシングル، parasaito shinguru) را برای زنان مجرد در اواخر دهه ۲۰ تا ۳۰ سالگی که با والدینشان زندگی می‌کنند ابداع کرد.
نتایج نظرسنجی دولتی منتشر شده در ۱۴ ژوئن ۲۰۲۲ نشان داد که از هر ۴ مجرد در ۳۰ سالگی، ۱ نفر تمایلی به ازدواج ندارد.دلایل از دست دادن آزادی، بار مالی و کارهای خانه است. در سال ۲۰۲۱ ازدواج‌ها به ۵۱۴۰۰۰ کاهش یافت. تنوع خانواده‌ها مانند روابط معمولی، مجرد و مطلقه وجود دارد. تنها ۴۶٫۴ درصد از مردان و زنان در ۳۰ سالگی امیدوار به ازدواج هستند، در حالی که ۲۶٫۵ درصد از مردان و ۲۵٫۴ درصد از زنان ترجیح می‌دهند مجرد بمانند. در میان افرادی که هرگز ازدواج نکرده‌اند: زنان بیشتری گفتند که نمی‌خواهند بار کارهای خانه، مراقبت از کودکان و پرستاری را به دوش بکشند. مردان بیشتری گفتند که بی‌ثباتی مالی و شغلی دلایل اصلی برای اجتناب از ازدواج است.زنان بیشتر از مردان تمایلی به تغییر نام خانوادگی خود ندارند.

### میزان باکرگی و پرهیز جنسی
همچنین نگاه کنید به: سندرم تجرد در ژاپن
در سال ۲۰۱۵، ۱ نفر از هر ۱۰ بزرگسال ژاپنی در ۳۰ سالگی گزارش داد که هیچ تجربه دگر جنسی‌گرا نداشته‌است. حتی زمانی که محققان تخمین زدند افرادی که رابطه جنسی دگر جنسی‌گرا نداشتند اما ممکن است آمیزش همجنس‌گرا داشته باشند، حدود ۵ درصد از افراد یا از هر ۲۰ نفر یک نفر در سنین ۳۰ تا ۳۹ سال هنوز فاقد تجربه جنسی هستند. درصد زنان ۱۸ تا ۳۹ ساله بدون میل جنسی در انسان در سال ۲۰۱۵ ۲۴٫۶ درصد بوده‌است که نسبت به ۲۱٫۷ درصد در سال ۱۹۹۲ افزایش داشته‌است. به همین ترتیب، درصد مردان ۱۸ تا ۳۹ ساله بدون تجربه جنسی. در سال ۲۰۱۵، ۲۵٫۸ درصد بود که نسبت به ۲۰ درصد در سال ۱۹۹۲ افزایش داشت. مردانی که شغل ثابت و درآمد بالایی دارند، بیشتر احتمال دارد که رابطه جنسی داشته باشند، در حالی که مردان کم درآمد ۱۰ تا ۲۰ برابر بیشتر احتمال دارد که هیچ تجربه جنسی نداشته باشند. . برعکس، زنان با درآمد کمتر احتمال بیشتری داشت که رابطه جنسی داشته باشند. مردانی که بیکار بودند هشت برابر بیشتر احتمال دارد باکره باشند و مردانی که به صورت پاره وقت یا موقت مشغول به کار هستند چهار برابر بیشتر از مردان باکره بودند. این نشان می‌دهد که پول و موقعیت اجتماعی برای مردان در قرار گذاشتن مهم است.
بر اساس یک نظرسنجی در سال ۲۰۱۰، ۶۱ درصد از مردان مجرد ژاپنی در ۲۰ سالگی، و ۷۰ درصد از مردان مجرد ژاپنی در ۳۰ سالگی خود را «مردان گیاه‌خوار» (sōshoku danshi می‌نامند، به این معنی که آنها هستند. علاقه ای به ازدواج یا داشتن دوست دختر ندارند.
یک نظرسنجی در سال ۲۰۲۲ توسط دفتر کابینه ژاپن نشان داد که تقریباً ۴۰٪ از مردان ژاپنی مجرد در دهه ۲۰ زندگی خود هرگز در یک قرار ملاقات نبوده‌اند. در مقایسه، ۲۵ درصد از زنان بالغ جوان گفتند که هرگز قرار ملاقاتی نداشتند.۵ درصد از مردان و زنان متأهل هیچ شریک قرار ملاقاتی نداشتند و احتمالاً از «کونکاتسو» (مخفف «kekkon katsudo» یا شکار ازدواج، مجموعه‌ای از استراتژی‌ها و رویدادهای مشابه یافتن شغل) برای یافتن همسر استفاده می‌کردند.

## اثرات

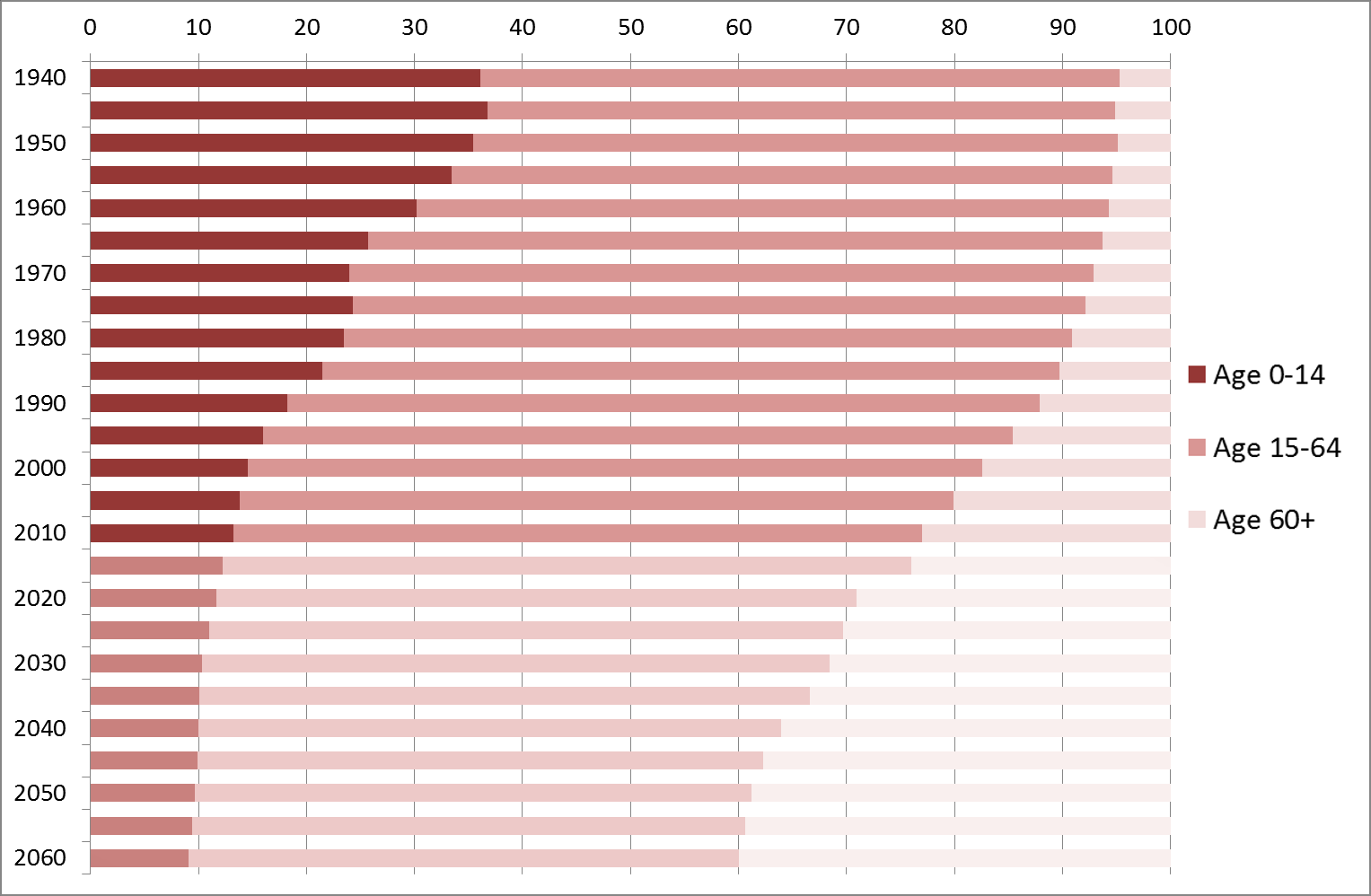
ترکیب سن جمعیتی ژاپن از ۱۹۴۰ تا ۲۰۱۰، با پیش‌بینی‌های مربوط به سال ۲۰۶۰

روندهای جمعیتی روابط درون و بین نسل‌ها را تغییر می‌دهد، مسئولیت‌های دولتی جدید ایجاد می‌کند و بسیاری از جنبه‌های زندگی اجتماعی ژاپن را تغییر می‌دهد. پیری و کاهش جمعیت در سن کار نگرانی‌هایی را در مورد آینده نیروی کار کشور، رشد اقتصادی بالقوه، و پرداخت بدهی بازنشستگی ملی و  خدمات مراقبت‌های بهداشتی ملی ایجاد کرده‌است.

### اجتماعی
جمعیت کمتر می‌تواند کلان‌شهرهای شلوغ کشور را قابل سکونت‌تر کند و رکود تولید اقتصادی ممکن است همچنان به کاهش نیروی کار کمک کند. با این حال، نرخ پایین زاد و ولد و امید به زندگی بالا نیز هرم استاندارد جمعیت را وارونه کرده‌است، و پایگاه باریکی از جوانان را وادار کرده‌است تا گروهی بزرگ‌تر و بزرگ‌تر را فراهم و از آنها مراقبت کنند، حتی در حالی که سعی می‌کنند خانواده‌های خود را تشکیل دهند. در سال ۲۰۱۴، نسبت وابستگی سالمندان (نسبت افراد بالای ۶۵ سال به سنین ۱۵ تا ۶۵ سال، که نشان دهنده نسبت جمعیت سالمند وابسته به افراد در سن کار است) ۴۰٪ بود، به این معنی که به ازای هر پنج کارگر، دو فرد سالمند تحت تکفل بودند. انتظار می‌رود این میزان تا سال ۲۰۳۶ به ۶۰ درصد و تا سال ۲۰۶۰ به ۸۰ درصد افزایش یابد.
سالخوردگان ژاپنی به‌طور سنتی خود را به مراقبت از فرزندان بزرگسال خود ستوده‌اند، و سیاست‌های دولت هنوز هم ایجاد «سان سدای کازوکو» (三世代家族، "خانوارهای سه نسل") را تشویق می‌کند، جایی که یک زوج متأهل از فرزندان و والدین مراقبت می‌کنند. در سال ۲۰۱۵، ۱۷۷۶۰۰ نفر بین ۱۵ تا ۲۹ سال به‌طور مستقیم از یکی از اعضای خانواده بزرگتر مراقبت می‌کردند. با این حال، مهاجرت جوانان به شهرهای بزرگ ژاپن، ورود زنان به نیروی کار، و افزایش هزینه‌های مراقبت برای افراد تحت تکفل جوان و پیر، نیازمند راه حل‌های جدیدی از جمله آسایشگاه، مهدکودک بزرگسالان و خانه است. برنامه‌های سلامتژاپن هر ساله ۴۰۰ مدرسه ابتدایی و متوسطه را تعطیل می‌کند و برخی از آنها را به مراکز نگهداری از سالمندان تبدیل می‌کند.
خانه‌های سالمندان ویژه ای در ژاپن وجود دارد که به بیش از ۳۰ ساکن خدمات و کمک ارائه می‌دهند. در سال ۲۰۰۸، ثبت شد که تقریباً ۶۰۰۰ آسایشگاه ویژه وجود دارد که از ۴۲۰۰۰۰ سالمند ژاپنی مراقبت می‌کند. با بسیاری از خانه‌های سالمندان در ژاپن، تقاضا برای مراقبان بیشتر زیاد است. در ژاپن،  مراقبان خانواده به عنوان مراقب اصلی ترجیح داده می‌شوند، زیرا اگر یک فرد سالمند با مراقب خود مرتبط باشد، سیستم حمایتی بهتری است؛ بنابراین، این امکان وجود دارد که سالمندان ژاپنی بتوانند فعالیت های روزانه زندگی (ADLs) را با کمک کمی انجام دهند و در صورتی که مراقب او یک مراقب خانواده باشد، عمر طولانی تری داشته باشند.
بسیاری از افراد مسن تنها و منزوی زندگی می‌کنند و هر سال هزاران مرگ برای روزها یا حتی هفته‌ها بی‌توجه می‌شوند، در پدیده‌ای مدرن که به نام «کودوکوشی» (孤独死، "مرگ در تنهایی") شناخته می‌شود.
درآمد قابل تصرف در جمعیت مسن ژاپن باعث افزایش تجارت در تحقیقات فناوری‌های زیست پزشکی در لوازم آرایشی و پزشکی بازساختی شده‌است.
ترکیب سن جمعیتی ژاپن از ۱۹۴۰ تا ۲۰۱۰، با پیش‌بینی‌های مربوط به سال ۲۰۶۰ روندهای جمعیتی در حال تغییر در روابط بین نسل‌های مختلف و ایجاد مسئولیت‌های جدید دولتی و بسیاری از جنبه‌های زندگی اجتماعی ژاپن تغییر به وجود آورده‌است. پیری و کاهش جمعیتی که در سن کار هستند نگرانی‌هایی را در مورد آینده نیروی کار کشور، پتانسیل رشد اقتصادی و توانایی پرداخت حقوق بازنشستگی و خدمات بهداشتی ملی ایجاد کرده‌است.

### سیاسی
منطقه کلان‌شهری توکیو عملاً تنها محلی در ژاپن است که شاهد رشد جمعیت است، که بیشتر به دلیل مهاجرت داخلی از سایر نقاط کشور است. بین سال‌های ۲۰۰۵ تا ۲۰۱۰، ۳۶ استان از ۴۷ استان‌های ژاپن تا ۵ درصد کاهش یافتند و بسیاری از مناطق روستایی و حومه شهر با اپیدمی خانه‌های متروکه (۸ میلیون در سراسر ژاپن) دست و پنجه نرم کردند. ماسودا هیرویا، وزیر سابق وزیر امور داخلی و ارتباطات که ریاست اندیشکده خصوصی شورای سیاست گذاری ژاپن را بر عهده دارد، تخمین زد که حدود نیمی از شهرداری‌های ژاپن از هم‌اکنون تا سال ۲۰۴۰ ممکن است با جابجایی جوانان، به ویژه زنان جوان، ناپدید شوند. از مناطق روستایی به  توکیو, اوساکا  و ناگویا جایی که حدود نیمی از جمعیت ژاپن در حال حاضر متمرکز شده‌اند. دولت در حال ایجاد یک کارگروه احیای منطقه ای و تمرکز بر توسعه شهرهای مرکزی منطقه ای، به ویژه ساپورو, سندای, هیروشیما و فوکوئوکا است.

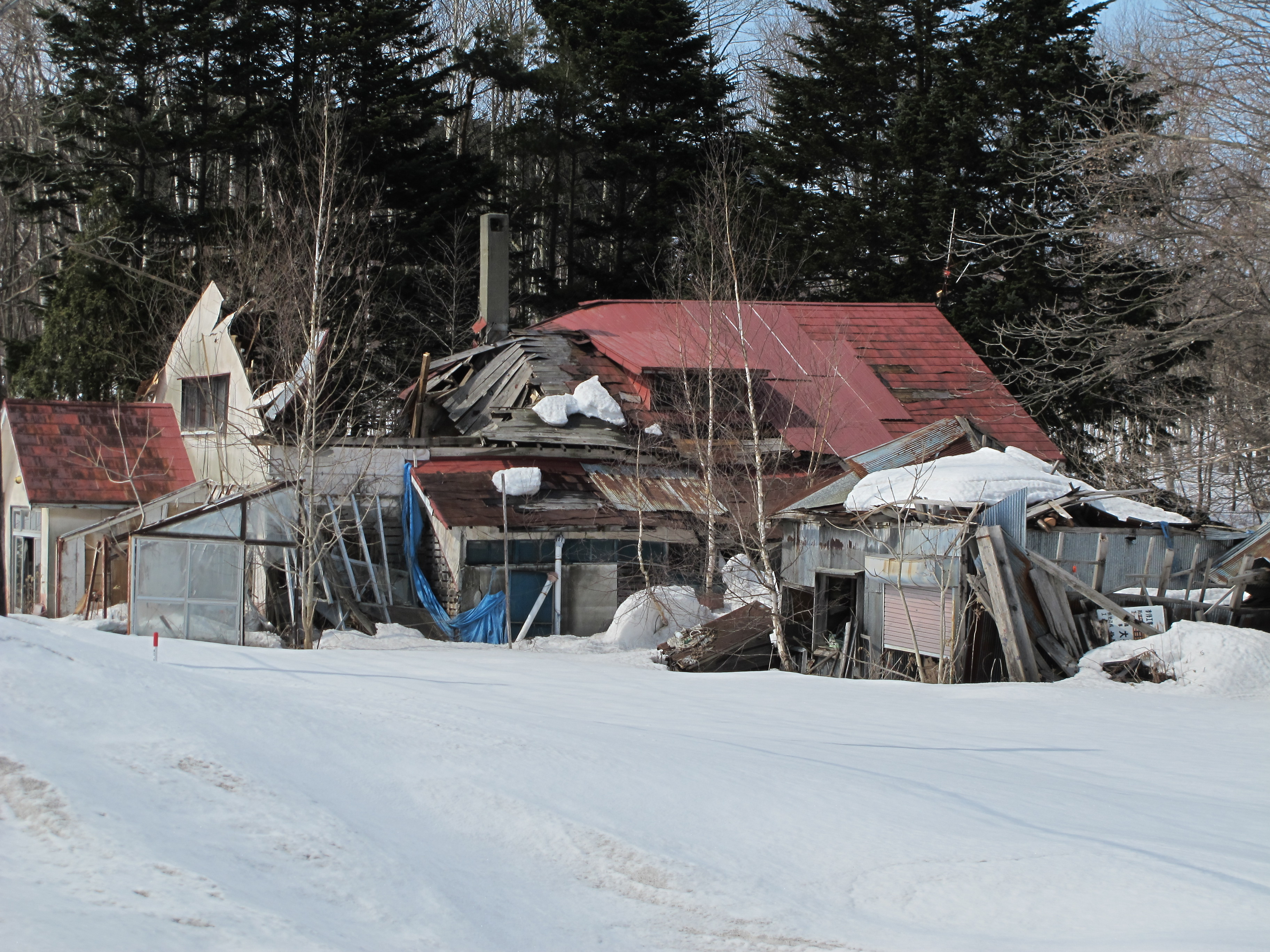
خانه ای متروک در منطقه منطقه یوباری (هوکایدو) منطقه ای که شاهد کاهش جمعیت بوده‌است.

مهاجرت داخلی و کاهش جمعیت یک عدم توازن شدید منطقه ای در قدرت انتخاباتی ایجاد کرده‌است، که در آن وزن یک رای واحد بستگی به محل انتخاب آن دارد. برخی از مناطق خالی از سکنه سه برابر بیشتر از همتایان رو به رشد شهری خود به ازای هر رأی دهنده به دایت ملی می‌فرستند. در سال ۲۰۱۴،  دیوان عالی ژاپن اختلافات در قدرت رای را ناقض قانون اساسی ژاپن اعلام کرد، اما حزب حاکم حزب لیبرال دموکرات (ژاپن)، که به رای‌دهندگان روستایی و مسن‌تر متکی است، در انجام مجدد هماهنگی‌های لازم کند بوده‌است.
افزایش نسبت سالمندان تأثیر عمده ای بر مخارج و سیاست‌های دولت دارد. در اوایل دهه ۱۹۷۰، هزینه بازنشستگی عمومی، مراقبت‌های بهداشتی و خدمات رفاهی برای سالمندان تنها حدود ۶ درصد از درآمد ناخالص ملی ژاپن بود. در سال ۱۹۹۲ این بخش از بودجه ملی ۱۸ درصد بود و پیش‌بینی می‌شود تا سال ۲۰۲۵، ۲۸ درصد از درآمد ملی صرف رفاه اجتماعی شود. از آنجا که بروز بیماری‌های مزمن با افزایش سن افزایش می‌یابد، انتظار می‌رود سیستم‌های مراقبت‌های بهداشتی و بازنشستگی تحت فشار شدید قرار گیرند. در اواسط دهه ۱۹۸۰، دولت شروع به ارزیابی مجدد بار نسبی دولت و بخش خصوصی در  مراقبت سلامت و مزایای بازنشستگی کرد. و سیاست‌هایی را برای کنترل هزینه‌های دولت در این برنامه‌ها وضع کرد.
سهم بزرگی از رای‌دهندگان سالخورده گریز از تورم نیز ممکن است مانع از جذابیت سیاسی دنبال کردن تورم بالاتر شود، مطابق با شواهدی که نشان می‌دهد پیری ممکن است منجر به کاهش تورم شود. با افزایش جمعیت مسن تر و کاهش جمعیت جوان، ۳۸ درصد از جمعیت تا سال ۲۰۶۵ افراد ۶۵ ساله و بالاتر خواهند بود. این نتیجه می‌گیرد که ژاپن به دلیل نرخ پایین باروری و پیری جمعیت، بالاترین میزان  بدهی دولت را در جهان دارد. دولت ژاپن تقریباً نیمی از درآمد مالیاتی خود را برای بازیابی بدهی خود هزینه کرده‌است. طبق گزارش صندوق بین‌المللی پول، ژاپن دارای ۲۴۶٫۱۴ درصد بدهی از تولید ناخالص داخلی است که بالاترین بدهی عمومی را به خود اختصاص می‌دهد.

### اقتصادی
مقاله اصلی: اقتصاد ژاپن

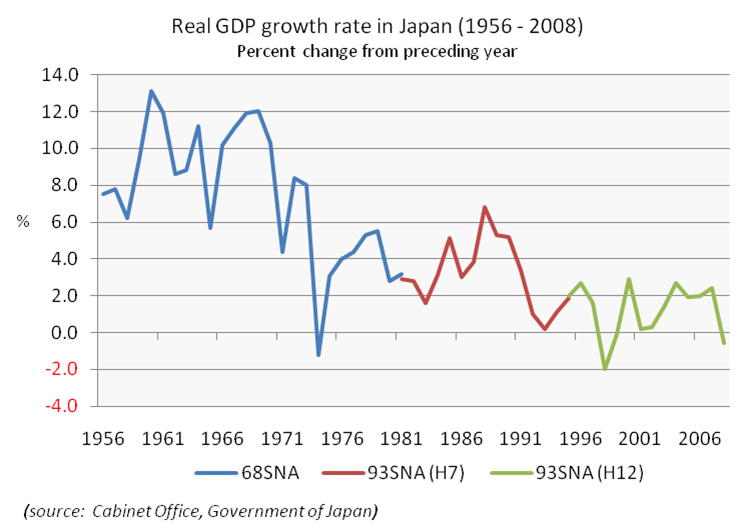
تغییر واقعی تولید ناخالص داخلی در ژاپن (۱۹۵۶ تا ۲۰۰۸)

از دهه ۱۹۸۰ به بعد، افزایش کارگران در سنین بالاتر و کمبود کارگران جوان در نیروی کار (کارکنان)، از شیوه‌های اشتغال گرفته تا مزایا و مشارکت زنان در ژاپن وجود داشت. اداره سرشماری ایالات متحده آمریکا در سال ۲۰۰۲ تخمین زد که ژاپن با کاهش ۱۸ درصدی نیروی کار جوان در ژاپن و کاهش ۸ درصدی جمعیت مصرف‌کننده خود تا سال ۲۰۳۰ مواجه خواهد شد. بازار کار ژاپن از قبل از این نیز تحت فشار برای برآوردن خواسته‌های کارگران، با ۱۲۵ شغل برای هر ۱۰۰ جویندگان کار در پایان سال ۲۰۱۵، زیرا نسل‌های قدیمی بازنشسته می‌شوند و نسل‌های جوان از نظر کمیت کوچکتر می‌شوند.
ژاپن با ارائه بیمه مراقبت‌های طولانی مدت در سال ۲۰۰۰ تغییری اساسی در نحوه تنظیم سیستم مراقبت‌های بهداشتی خود ایجاد کرد. نسبت شهروندان قدیمی ژاپنی به زودی کاهش می‌یابد. با این حال، کاهش در جمعیت جوان به دلیل رشد صفر، مرگ بیش از تولد وجود دارد. به عنوان مثال، تعداد جوانان زیر ۱۹ سال در ژاپن در سال ۲۰۶۰ تنها ۱۳ درصد خواهد بود که در سال ۱۹۶۰ به ۴۰ درصد می‌رسید.
کاهش جمعیت شاغل بر اقتصاد ملی تأثیر می‌گذارد. باعث کوچک شدن ارتش کشور می‌شود. دولت بر روی فناوری‌های پزشکی مانند داروهای احیاکننده و سلول درمانی تمرکز کرده‌است تا تعداد بیشتری از جمعیت مسن را در نیروی کار جذب و حفظ کند. طیفی از شرکت‌های کوچک و متوسط (SMEs) همچنین شیوه‌های جدیدی را برای حفظ کارگران فراتر از سن بازنشستگی اجباری، از جمله از طریق بهبود محل کار برای ایجاد محیط‌های کاری مناسب‌تر برای کارگران مسن‌تر و همچنین وظایف شغلی جدید به‌ویژه کارگران مسن تر
کمبود نیروی کار فزاینده در دهه‌های ۱۹۸۰ و ۹۰ باعث شد بسیاری از شرکت‌های ژاپنی سن سن بازنشستگی اجباری را از ۵۵ به ۶۰ یا ۶۵ سال افزایش دهند و امروزه بسیاری از آنها به کارمندان خود اجازه می‌دهند پس از بازنشستگی رسمی به کار خود ادامه دهند. افزایش تعداد افراد در سن بازنشستگی بر سیستم بازنشستگی ملی فشار وارد کرده‌است. در سال ۱۹۸۶، دولت سن شروع مزایای بازنشستگی را از ۶۰ سال به ۶۵ سال افزایش داد و کمبود در سیستم بازنشستگی، بسیاری از افراد در سن بازنشستگی را تشویق کرد که در نیروی کار باقی بمانند و برخی دیگر را به فقر کشاند.
سن بازنشستگی ممکن است در آینده حتی بالاتر رود اگر ژاپن همچنان جمعیت سنی بالاتری را در کل جمعیت خود داشته باشد. یک مطالعه توسط بخشسازمان ملل متحد بخش جمعیت سازمان ملل متحد که در سال ۲۰۰۰ منتشر شد، نشان داد که ژاپن برای حفظ نسبت کارگر به بازنشستگی خود باید سن بازنشستگی خود را به ۷۷ سال (یا اجازه مهاجرت خالص ۱۷ میلیون نفر تا سال ۲۰۵۰) را افزایش دهد. مهاجرت مداوم به ژاپن ممکن است از کاهش بیشتر جمعیت جلوگیری کند؛ بنابراین، تشویق می‌شود که ژاپن سیاست‌هایی را ایجاد کند که از هجوم بزرگ مهاجران جوان حمایت کند.
صنایع کمتر مطلوب، مانند کشاورزی و ساختمان، بیش از سایرین در معرض تهدید هستند. کشاورزان ژاپنی به‌طور متوسط ۷۰ سال سن دارند، و در حالی که حدود یک سوم کارگران ساختمانی ۵۵ سال یا بیشتر هستند، از جمله بسیاری از کسانی که انتظار دارند در ده سال آینده بازنشسته شوند، تنها یک نفر از هر ۱۰ سال کمتر از ۳۰ سال دارد.
اگر بهره‌وری سریعتر از نرخ نیروی کار رو به کاهش ژاپن افزایش نیابد، کاهش در گروه‌های در سن کار ممکن است منجر به کاهش اقتصاد شود.OECD سازمان همکاری و توسعه اقتصادی تخمین می‌زند که کمبود نیروی کار مشابه در اتریش، آلمان، یونان، ایتالیا، اسپانیا و سوئد د رشد اقتصادی اتحادیه اروپا را سالانه ۰٫۴ درصد از سال ۲۰۰۰ تا ۲۰۲۵ کاهش می‌دهد و پس از آن کمبود ۰٫۹ برای اتحادیه اروپا هزینه خواهد داشت. درصد در رشد در ژاپن، کمبود نیروی کار تا سال ۲۰۲۵ سالانه ۰٫۷ واحد درصد از رشد را کاهش می‌دهد و پس از آن ژاپن نیز کاهش ۰٫۹ درصدی در رشد را تجربه خواهد کرد.

## مکان‌هایی با نرخ زاد و ولد بالا
اینها مکان‌هایی در ژاپن هستند که نرخ تولد بسیار بالاتری نسبت به میانگین ملی دارند:

### ناگاریاما
شهر ناگاریاما، چیبا در استان چیبا در ۳۰ کیلومتری توکیو قرار دارد. در اوایل دهه ۲۰۰۰، ناگاریاما مهاجرت جوانان را تجربه کرد، به دلیل کمبود امکانات مراقبت از کودکان.در سال ۲۰۰۳، شهردار یوشیهارو ایزاکی سرمایه‌گذاری در مراکز مراقبت از کودکان را به عنوان تمرکز اصلی هزینه‌های دولت شهر قرار داد. این شامل یک سرویس حمل و نقل در ایستگاه ناگارایاما-سنترال پارک بود که در آن والدین می‌توانند فرزندان خود را در راه رفتن به محل کار رها کنند. در اینجا کودکان با اتوبوس به مراکز مراقبت روزانه منتقل می‌شوند که توسط سالمندان محلی هدایت می‌شوند. همچنین یک کمپ تابستانی برای کودکان در حالی که والدین آنها در تعطیلات کار می‌کنند وجود دارد. این و سایر رویکردهای خانواده پسند (مانند رویدادهای محلی و فضاهای اجتماعی که در آن کودکان و افراد مسن در تعامل هستند) والدین جوان شاغل را از توکیو به ناگاریاما کشاند. در نتیجه جمعیت شهر بین سال‌های ۲۰۰۶ تا ۲۰۱۹ بیش از ۲۰ درصد رشد کرد، و بسیاری از والدین مراقبت از کودک را یکی از دلایل اصلی مهاجرت به ناگاریاما ذکر کردند. ۸۵ درصد خانواده‌های شهر بیش از یک فرزند دارند و انتظار می‌رود تعداد فرزندان خردسال در آینده نزدیک از سالمندان بیشتر شود. .

### ماتسودو و آکاشی
شهر ماتسودو، چیبا در استان چیبا از سال ۲۰۱۵ ۳٫۱ درصد افزایش جمعیت داشته‌است. گفته می‌شود که به دلیل مراکز مراقبت روزانه در نزدیکی یا داخل ایستگاه‌های قطار بدون لیست انتظار و چهار فضای کار مشترک با اتاق‌های مراقبت از کودکان است. جمعیت آکاشی، هیوگو در استان هیوگو ۳٫۶٪ افزایش یافت. این به یک مرکز مراقبت از کودکان با یک زمین بازی بزرگ سرپوشیده در نزدیکی ایستگاه قطار محلی JR از سال ۲۰۱۷ نسبت داده شده‌است.

### ژاپن غربی

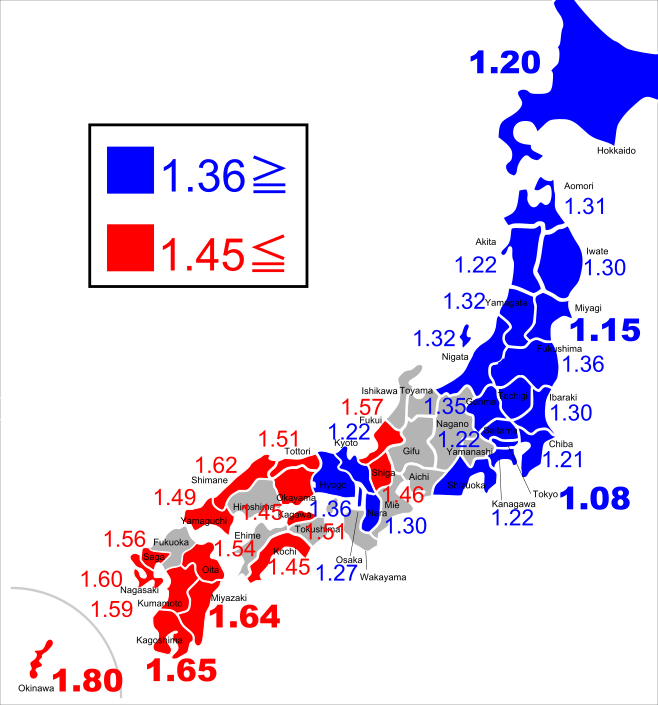
نرخ کامل باروری در استان‌های ژاپن

ژاپن غربی (کیوشو, منطقه چوگوکو, و شیکوکو) نرخ تولد بالاتری نسبت به ژاپن مرکزی و شرقی دارد. ده استان با TFR 1.55 یا بالاتر، همگی در مناطق کیوشو یا چوگوکو قرار دارند، به جز استان فوکوی.

### استان اوکیناوا
استان اوکیناوا از زمان شروع ثبت در سال ۱۸۹۹، بیش از ۴۰ سال است که بالاترین نرخ تولد را در ژاپن داشته‌است. اوکیناوا تنها استانی بود که در سال ۲۰۱۸ افزایش جمعیت طبیعی داشت. نرخ باروری ۱٫۸۹ بود در حالی که توکیو کمترین نرخ ۱٫۲۰ و میانگین ملی را داشت. در سال ۲۰۱۸ ۱٫۴۲ بود. بر اساس آماروزارت بهداشت، کار و رفاه، ۱۵۷۳۲ تولد و ۱۲۱۵۷ فوت شده‌است. میانگین سن ازدواج در اوکیناوا کمتر است، ۳۰ سال برای مردان و ۲۸٫۸ سال برای زنان. میانگین کشوری برای مردان ۳۱٫۱ سال و برای زنان ۲۹٫۴ سال است.
دکتر «تانگ لنگ لنگ»، انسان‌شناس (دانشگاه ملی سنگاپور) گفت که خانواده‌ها به دلیل «هنجارهای اجتماعی اوکیناوا» تمایل دارند بیش از دو فرزند داشته باشند.  این در حالی است که اوکیناوا در مقایسه با سایر مناطق ژاپن از رفاه کمتری برای کودکان برخوردار است. بچه دار شدن برای زنان ۴۰ ساله غیرعادی نیست. از هر ۲۰ نوزادی که در بیمارستان «نانبو توکوشوکای» متولد می‌شوند، ۱ نفر از طریق لقاح مصنوعی باردار می‌شود. زندگی در اوکیناوا به دلیل هزینه‌های زندگی کمتر استرس کمتری دارد. تربیت فرزند هزینه کمتری دارد و دانشجویان کمتری در دانشگاه اوکیناوا تحصیل می‌کنند. دکتر تانگ گفت که مردم اوکیناوا با فرهنگ گرمسیری آرامش بیشتری دارند و به اندازه بقیه ژاپن وقت‌شناس نیستند. اخلاق کاری در اوکیناوا آرام‌تر است.  به دلیل کمتر بودن شرکت‌های بزرگ پردرآمد در مقایسه با اوزاکا و توکیو، رقابت کمتری در محل کار وجود دارد. «چوکن میاگی»، متخصص اطفال، گفت که فرهنگ کمک و حمایت متقابلی وجود دارد به نام «یوری مارو». پدربزرگ و مادربزرگ و اقوام نسبتاً نزدیک به هم زندگی می‌کنند تا به اعضای خانواده و مادران در تربیت فرزندانشان کمک کنند. در میان مردم اوکیناوا احساس نزدیکی زیادی وجود دارد زیرا جامعه عمدتاً روستایی است. در شهرهای بزرگی مانند توکیو، مردم اغلب خانه‌هایی اجاره می‌کنند و به‌طور موقت در آنجا زندگی می‌کنند که مانع توسعه روابط نزدیک با محله و مردم محلی می‌شود. اوکیناوا دارای تعداد فزاینده ایکومن است. پدرانی که فعالانه در امر تربیت فرزند شرکت دارند.

## سیاست‌های دولت
دولت ژاپن با تدوین سیاست‌هایی برای تشویق باروری و حفظ بیشتر جمعیت خود، به ویژه زنان و افراد مسن، در نیروی کار، به مشکلات جمعیتی رسیدگی می‌کند.مشوق‌های تشکیل خانواده شامل فرصت‌های گسترده برای مراقبت از کودکان، مزایای جدید برای کسانی که دارای فرزند هستند و خدمات دوست‌یابی تحت حمایت دولت است. برخی از سیاست‌ها بر جذب زنان بیشتر در محل کار متمرکز شده‌اند، از جمله مرخصی زایمان طولانی‌تر و حمایت‌های قانونی در برابر تبعیض بارداری، که در ژاپن به نام ماتاهارا (マタハラ، آزار و اذیت زایمان) شناخته می‌شود.با این حال، "Womenomics"، مجموعه سیاست‌هایی که به منظور وارد کردن زنان بیشتر به محل کار به عنوان بخشی از برنامه بهبود اقتصادی نخست‌وزیر شینزو آبه، در تلاش است تا بر موانع فرهنگی و کلیشه‌های ریشه دار غلبه کند.
این سیاست‌ها می‌توانند برای بازگرداندن زنان به نیروی کار پس از بچه‌دار شدن مفید باشند، اما می‌توانند زنانی را که بچه دار نمی‌شوند تشویق کنند تا به نیروی کار بپیوندند. دولت ژاپن سیاست‌های دیگری را برای رسیدگی به جمعیت رو به رشد سالمندان، به ویژه در مناطق روستایی، ارائه کرده‌است. بسیاری از جوانان در نهایت در جستجوی کار به شهر نقل مکان می‌کنند و جمعیت سالخورده رو به رشد و نیروی کار کمتری را برای مراقبت از آنها پشت سر می‌گذارند. به همین دلیل، دولت ملی ژاپن تلاش کرده‌است تا رفاه را بهبود  مانند تسهیلات مراقبت طولانی مدت و سایر خدماتی که می‌تواند به خانواده‌ها در خانه کمک کند، مانند مهدکودک یا کمک پرستاری در خانه. طرح طلا در سال ۱۹۹۰ برای بهبود این خدمات معرفی شد و تلاش برای کاهش بار مراقبتی که بر دوش خانواده‌ها گذاشته شد، به دنبال آن بیمه بلندمدت (LTCI) در سال ۲۰۰۰ ارائه شد. خدمات و مؤسسات رفاهی محلی بیشتری را در مناطق روستایی ارائه می‌دهند، با این حال افزایش سریع جمعیت سالمندان حفظ این تلاش‌ها را دشوار می‌کند.

### مهاجرت
کاهش خالص جمعیت به دلیل تاریخی کم بودن ازدواج در ژاپن موضوع مهاجرت را به عنوان راهی برای جبران تقاضای مازاد مطرح کرده است. در حالی که نظرسنجی‌های عمومی تمایل به حمایت کم از مهاجرت دارند، اکثر مردم از گسترش مهاجران در سن کار به صورت موقت برای حفظ وضعیت اقتصادی ژاپن حمایت می‌کنند. بررسی‌های مقایسه ای نشان می‌دهد که نگرش ژاپنی‌ها به‌طور کلی خنثی است و پذیرش مهاجران ژاپنی را در میانه کشورهای توسعه‌یافته قرار می‌دهد.
تعداد مهاجران باید هشت درصد افزایش یابد تا اقتصاد ژاپن باثبات شود. [نیاز به نقل از] دولت ژاپن ابتدا در تلاش است تا نرخ گردشگری را افزایش دهد، که اقتصاد آنها را تقویت می‌کند و کارگران خارجی را جذب می‌کند. دولت همچنین دانشجویان بین‌المللی را جذب کرده‌است که به خارجی‌ها اجازه می‌دهد کار خود را شروع کنند و به‌طور بالقوه در ژاپن بمانند تا به اقتصاد کمک کنند، در حالی که طرح‌های موجود مانند برنامه جت افراد انگلیسی زبان را از سراسر جهان تشویق می‌کند تا در ژاپن به عنوان معلم زبان انگلیسی کار کنند. با این حال، ژاپن برای پذیرش پناهندگان به کشور خود سختگیر است. تنها ۲۷ نفر از ۷۵۰۰ متقاضی پناهندگی در سال ۲۰۱۵ به ژاپن اعطا شدند. با این حال، ژاپن سطوح بالایی از خارجی و کمک‌های بشردوستانه. در سال ۲۰۱۶، افزایش ۴۴ درصدی در پناهجویان به ژاپن از اندونزی، نپال و فیلیپین مشاهده شد. از آنجایی که ژاپن به‌طور کلی به کارگران کم مهارت اجازه ورود نمی‌دهد، بسیاری از مردم به جای آن از مسیر پناهندگی عبور کردند. این به مهاجران این امکان را می‌داد که شش ماه پس از درخواست، درخواست پناهندگی و شروع به کار کنند. با این حال، این اجازه را به خارجیان بدون ویزای معتبر نمی‌داد که برای کار درخواست دهند.

### تعادل کار و زندگی
ژاپن سیاست‌های خود را بر تعادل بین کار و زندگی با هدف بهبود شرایط برای افزایش نرخ تولد متمرکز کرده‌است. برای مقابله با این چالش‌ها، ژاپن اهدافی را برای تعریف تعادل آرمانی کار و زندگی تعیین کرده‌است که با تصویب قانون مرخصی مراقبت از کودک و مراقبت از خانواده، که در ژوئن ۲۰۱۰ اجرایی شد، محیطی را برای زوج‌ها فراهم می‌کند تا فرزندان بیشتری داشته باشند.
این قانون به مادران و پدران فرصت می‌دهد تا پس از تولد فرزند تا یک سال مرخصی بگیرند (با امکان تمدید مرخصی برای شش ماه دیگر در صورت عدم پذیرش کودک برای ورود به مهد کودک) و به کارمندان اجازه می‌دهد. برای کودکان پیش دبستانی کمک هزینه‌های زیر: تا پنج روز مرخصی در صورت آسیب دیدگی یا بیماری کودک، محدودیت در میزان اضافه کاری بیش از ۲۴ ساعت در ماه بر اساس درخواست کارمند، محدودیت کار در اواخر شب. بر اساس درخواست کارمند و فرصتی برای ساعات کاری کوتاهتر و زمان انعطاف‌پذیر برای کارمندان.
اهداف قانون تلاش برای دستیابی به نتایج زیر در مدت ۱۰ سال بر اساس نرخ اشتغال زنان (افزایش از ۶۵ درصد به ۷۲ درصد)، درصد کارمندان ۶۰ ساعت یا بیشتر در هفته (کاهش از ۱۱ درصد به ۶ ٪) طبقه‌بندی می‌شود. میزان استفاده از مرخصی استحقاقی سالانه (افزایش از ۴۷٪ به ۱۰۰٪)، نرخ مرخصی مراقبت از کودک (افزایش از ۷۲٪ به ۸۰٪ برای زنان و ۰٫۶٪ به ۱۰٪ برای آقایان)، و ساعت توسط مردان برای مراقبت از کودکان و کارهای خانه در خانواده‌هایی با کودک زیر شش سال هزینه می‌شود (افزایش از ۱ ساعت به ۲٫۵ ساعت در روز).

## مقایسه با کشورهای دیگر
جمعیت ژاپن سریعتر از هر کشور دیگری روی کره زمین در حال پیر شدن است. جمعیت ۶۵ سال یا بیشتر در ۲۴ سال تقریباً دو برابر شد، از ۷٫۱٪ جمعیت در سال ۱۹۷۰ به ۱۴٫۱٪ در سال ۱۹۹۴. همین افزایش در ایتالیا ۶۱ سال، در سوئد ۸۵ سال و در  فرانسه ۱۱۵ سال طول کشید. امید به زندگی برای زنان در ژاپن ۸۷ سال است، پنج سال بیشتر از ایالات متحده مردان ژاپنی با امید به زندگی ۸۱ سال، چهار سال از امید به زندگی ایالات متحده پیشی گرفته‌اند. ژاپن نیز صدساله بیشتری دارد بیش از هر کشور دیگری (۵۸۸۲۰ در سال ۲۰۱۴ یا ۴۲٫۷۶ در هر ۱۰۰۰۰۰ نفر). از هر پنج  افراد صدساله جهان تقریباً یک نفر در ژاپن زندگی می‌کند و ۸۷ درصد آنها زن هستند.
برخلاف ژاپن، سیاست مهاجرت بازتر به مهاجرت به استرالیا، مهاجرت به کانادا و مهاجرت به ایالات متحده آمریکا این امکان را داده‌است که با وجود نرخ باروری پایین، نیروی کار خود را افزایش دهند. گسترش مهاجرت به ژاپن اغلب به عنوان راه حلی برای کاهش جمعیت توسط رهبران سیاسی و مردم ژاپن رد می‌شود. دلایل آن عبارتند از ترس از جنایت خارجی، و تمایل به حفظ سنت‌های فرهنگی.

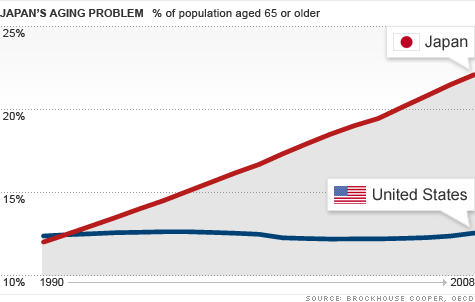
مقایسه با ایالات متحده (درصد سالمندان)

از نظر تاریخی، کشورهای اروپایی دارای بیشترین جمعیت سالمند بوده‌اند، زیرا زودتر به کشورهای توسعه یافته تبدیل شده‌اند و متعاقب آن کاهش نرخ باروری را تجربه کرده‌اند، اما بسیاری از کشورهای آسیایی و آمریکای لاتین به سرعت در حال جبران هستند. تا سال ۲۰۱۵، ۲۲ کشور از ۲۵ قدیمی‌ترین کشور در اروپا واقع شده‌اند، اما ژاپن در حال حاضر قدیمی‌ترین کشور جهان است و جمعیت به سرعت در حال پیر شدن آن روندی را نشان می‌دهد که سایر بخش‌های آسیا مانند کره جنوبی، هنگ کنگ، و تایوان نیز در حال افزایش است . انتظار می‌رود تا سال ۲۰۵۰ ادامه یابد. از آنجایی که کشورهای توسعه یافته اخیراً به بهبود مراقبت‌های بهداشتی و کاهش نرخ باروری ادامه می‌دهند، رشد جمعیت سالمندان همچنان رو به افزایش خواهد بود. در سال‌های ۱۹۷۰–۱۹۷۵، تنها ۱۹ کشور دارای نرخ باروری بودند که می‌توان آن را کمتر از میزان باروری در نظر گرفت و هیچ کشوری با باروری بسیار پایین (کمتر از ۱٫۳ فرزند) وجود نداشت. با این حال، بین سال‌های ۲۰۰۰ و ۲۰۰۵، ۶۵ کشور با باروری کمتر از جایگزینی، و ۱۷ کشور با باروری بسیار پایین وجود داشت.
در حالی که روند جهانی کاهش باروری و امید به زندگی طولانی‌تر وجود داشته‌است، اولین بار در کشورهای توسعه یافته تر مشهود است و در کشورهای در حال توسعه یا اخیراً توسعه یافته با سرعت بیشتری رخ می‌دهد. یکی از شگفت‌انگیزترین جنبه‌های جمعیت سالمندان ژاپن، به‌ویژه این است که هم به سرعت در حال رشد است و هم یکی از بالاترین امید به زندگی را دارد، که برابر با جمعیت سالمندان بزرگ‌تر و یک جمعیت مسن‌تر است. طبق گزارش سازمان بهداشت جهانی، ژاپنی‌ها می‌توانند ۷۵ سال بدون هیچ گونه معلولیتی و در مقایسه با سایر کشورها کاملاً سالم زندگی کنند. همچنین، زنان آمریکایی معمولاً حدود ۸۱ سال و مردان آمریکایی ۷۶ سال عمر می‌کنند. اما در مقایسه با ژاپن، زنان حدود ۸۷ سال و مردان تا ۸۰ سال عمر می‌کنند.داده‌های جمعیت‌شناختی وجود دارد که نشان می‌دهد ژاپن جامعه‌ای قدیمی‌تر و سریع‌تر از ایالات متحده است.
ژاپن از نظر جمعیتی سالخورده در جهان پیشتاز است، اما سایر کشورهای آسیای شرقی روند مشابهی را دنبال می‌کنند. در کره جنوبی، جایی که نرخ باروری کمترین میزان در جهان است (۰٫۸۱ تا سال ۲۰۲۲)، انتظار می‌رود که جمعیت در سال ۲۰۳۰ به اوج خود برسد. کشورهای کوچک‌تر سنگاپور و تایوان نیز در تلاش هستند تا نرخ باروری را از پایین‌ترین حد خود افزایش دهند و جمعیت‌های سالخورده را مدیریت کنند. نرخ باروری چین کمتر از ژاپن است و تقریباً از همه کشورهای دیگر در تاریخ مدرن سریع‌تر پیر می‌شود. بیش از یک سوم از سالمندان جهان (۶۵ و بالاتر) در شرق آسیا و اقیانوس آرام زندگی می‌کنند، و بسیاری از نگرانی‌های اقتصادی که ابتدا در ژاپن مطرح شد را می‌توان برای بقیه منطقه پیش‌بینی کرد. جمعیت هند دقیقاً مانند ژاپن در حال پیر شدن است، اما با ۵۰ سال تأخیر. مطالعه جمعیت هند و ژاپن برای سال‌های ۱۹۵۰ تا ۲۰۱۵ همراه با تخمین‌های میانگین متغیر جمعیت برای سال‌های ۲۰۱۶ تا ۲۱۰۰ نشان می‌دهد که هند ۵۰ سال از ژاپن در روند پیری عقب‌تر است.